# Jehan Le Saulx d'Espanney
Jehan Le Saulx d'Espanney, né dans la seconde moitié du XVIe siècle, est un dramaturge français originaire d’Épaney (Calvados).
Il a écrit une unique tragédie, en trois jours selon ses dires, L'Adamantine ou le Désespoir (Rouen, Raphaël du Petit-Val, 1608) : Darimant aime Bezemonde, aimée elle-même de Selpion.

## Incipit
MANES DE RICHEMONT.
Je viens du clair sejour ou la tourbe des Anges
Benit son Createur d’un beau flus de louanges,
Je n’en faits que sortir en mon cœur soucieux
De voir encor un coup la surface des Cieux,
Ni de l’objet plus doux la grandeur infinie,